# Blechnum simile
Blechnum simile là một loài dương xỉ trong họ Blechnaceae. Loài này được Sehnem mô tả khoa học đầu tiên năm 1968.
Danh pháp khoa học của loài này chưa được làm sáng tỏ. 